# Маттауш, Йоганн
Йоганн Маттауш (чеш. Johann Mattausch) - чешский инженер, автор идеи автоматического ретранслятора радиорелейной связи.

## Биографические сведения
Родился 8 января 1838 года в г. Прага, в семье Венцеля Маттауша, что подтверждается свидетельством о браке В. Маттауша
, хранящемся в Архиве города Праги.
Свою идею конструкции радиорелейного ретранслятора Йоганн Маттауш впервые опубликовал в январе 1898 года в австрийском журнале Zeitschrift für Electrotechnik (v. 16, S. 35—36)
В то время он работал старшим инженером почты и телеграфа Праги и имел значительный опыт в сфере телеграфии.
Однако его идея использования «транслятора» (Translator) для радиосвязи аналогично трансляторам традиционной проводной телеграфии, применявшимся для регенерации сигналов при их передаче на большие расстояния, была достаточно примитивной и не могла быть реализована.
Вместе с тем, её историческое значение состоит в том, что она стала основой для создания первой реально действующей системы радиорелейной связи, которую изобрёл в 1899 г. бельгийский студент итальянского происхождения Эмиль Гуарини (Гварини) Форесио (Émile Guarini Foresio).